# Need for Speed: Rivals
Need for Speed: Rivals (oftmals NfS: Rivals oder NfS: R abgekürzt) (engl. für „Bedürfnis nach Geschwindigkeit: Rivalen“) ist ein Rennspiel des US-amerikanischen Spielepublishers Electronic Arts. Es ist der 20. Teil der Need-for-Speed-Reihe und der erste Serienteil, der für PlayStation 4 und Xbox One veröffentlicht wurde. Daneben erschien das Spiel für die Vorgängerkonsolen Xbox 360 und PlayStation 3 sowie Windows. Im Spiel steht die Rivalität zwischen den Ordnungshütern (Polizei, später auch dem FBI) und den Streetracern im Vordergrund.

## Handlung
In Need for Speed: Rivals schlüpft der Spieler in zwei Rollen: die des Rennfahrers „Zephyr“ und die des (namentlich unbekannten) Cops, später auch als „F-8“ oder „Fate“ (dt. Schicksal).

### Racer
Als Racer schlüpft man in die Rolle des erfahrenen Streetracers Zephyr, der Videos hochlädt, wie er Cops abschüttelt und Unfälle produziert.
Als der unter dem Namen F-8 bekannte Streetracer anfängt, andere Racer zu zerstören, schlussfolgert Zephyr, dass er ein Cop ist, und bricht in der Mission "Im Wolfspelz" ins Polizei-Depot ein, entwendet einen Koenigsegg Agera R und besprüht ihn mit seinen Markenzeichen. Daraufhin fängt er an, Cops und VRT-Einheiten zu zerstören.
In der finalen Mission, "Die große Tour", in der Zephyr alle Racer aufruft, an diesem Rennen teilzunehmen, wird er schlussendlich von F-8 und einer Polizeiblockade aufgehalten, mit der er kollidiert und meterweit durch die Luft fliegt. Entgegen der Vermutung des TV-Senders RCNN (Redview County News Network), dass er den Unfall nicht überlebt habe, hört man ihn jedoch den Satz aus dem Vorspann („Ich bin die Reality-Show. Die 15 Minuten die du niemals haben wirst.“) sprechen und startet den Motor des verunfallten Autos, während es der Vorstellung des Spielers überlassen bleibt, was danach passiert.

### Cop
In der Copkarriere ist man zunächst Streifenpolizist und hat den Auftrag zu patrouillieren. Als die Polizeigewalt an die Öffentlichkeit dringt und gleichzeitig die Aktionen der Streetracer immer riskanter werden, entscheidet sich der Bürgermeister das fiktive Vehicle Response Team (VRT) des Federal Bureau of Investigation (FBI) anzufordern und alle Cops, inklusive des Spielers, zu beurlauben und ein Verfahren wegen "Grobem Missverhalten" einzuleiten.
Mit seinem Drang, die Racer zu zerstören, entwendet er den Racern einen Enzo Ferrari und gibt sich selbst als Streetracer unter dem Decknamen "F-8" (fate, dt. Schicksal) aus. Er fängt an, die Racer zu zerstören und entschließt sich schließlich, dem VRT beizutreten, um mehr Ressourcen zu erhalten, um die Streetracer zu zerstören.
In der finalen Mission, "Die große Tour", in der Zephyr alle Racer aufruft, an diesem Rennen teilzunehmen, wird ihm vom VRT aufgetragen, Zephyr aufzuhalten. Dies gelingt ihm auch, als Zephyr mit seinem Wagen mit einer Polizeiblockade kollidiert. F-8s Enzo wird hierbei ebenfalls schwer beschädigt und laut dem RCNN wegen „rücksichtslosem Verhalten“ aus dem VRT entlassen.
Im Abspann, in dem es so scheint, als sei der Hype um die Streetracer zu Ende, lädt F-8, der mittlerweile selbst Streetracer ist und Zephyrs Platz als Top-Streetracer eingenommen hat, ein Video hoch, in dem er alle Racer dazu auffordert, Rennen zu fahren.

## AllDrive
Erstmals in einem Need for Speed existiert mit AllDrive, ähnlich wie in Forza Motorsport 5, die Möglichkeit, im Singleplayermodus nicht gegen eine KI, sondern gegen andere menschliche Fahrer – die entweder als Cop oder als Racer auftreten können – anzutreten. Oftmals passiert es dem Spieler auch, dass einige Gegner KIs und einige Gegner andere Spieler sind.
Man hat jedoch weiterhin die Möglichkeit, AllDrive auszuschalten und – wie gewohnt – gegen eine KI als Gegner anzutreten.

## Fahrzeuge
Im Spiel hat man die Möglichkeit, Fahrzeuge freizuschalten und – in der Racer-Karriere – diese mit seinen erhaltenen Speedpoints zu kaufen. Im Cop-Karrieremodus erhält man die Fahrzeuge gratis.
Folgende Fahrzeuge kann der Spieler im Spiel fahren:
| - Aston Martin Vanquish - Aston Martin One-77 - Audi R8 V10 Plus 5.2 FSI Quattro - Bentley Continental GT V8 - BMW M6 Coupé - BMW M3 GTS - Bugatti Veyron 16.4 Super Sport - Chevrolet Corvette Stingray - Chevrolet Camaro ZL1 - Dodge Charger SRT8 - Dodge Challenger SRT8 - Ferrari F40 - Ferrari Enzo Ferrari - Ferrari 458 Spider - Ferrari 458 Italia - Ferrari F50 - Ferrari FF - Ferrari 599 GTO | - Ferrari F12berlinetta - Shelby Mustang - Ford GT - Ford Mustang GT - GTA Spano - Hennessey Venom GT - Jaguar XJ220 - Jaguar CX75 - Koenigsegg One:1 - Koenigsegg Agera R - Lamborghini Sesto Elemento Concept 2010 - Lamborghini Miura Concept 2006 - Lamborghini Veneno - Lamborghini Murcielago LP670-4 Super Veloce - Lamborghini Gallardo LP 570-4 Spperleggera Edizione Tecnica - Lamborghini Gallardo LP 570-4 Super Trofeo - Lamborghini Gallardo LP 560-4 Anniversary Edition - Lamborghini Aventador LP 720-4 50th | - Lamborghini Aventador LP 700-4 - Lexus LFA - Marussia B2 - Maserati Gran Turismo MC Stradale - Mercedes-Benz McLaren SLR 722 Edition - Mercedes-Benz C 63 AMG Coupé Black Series - Mercedes-Benz SLS AMG Coupé Black Series - McLaren F1 LM - McLaren 12C Spider - McLaren P1 - McLaren 12C - Nissan GT-R Black Edition - Pagani Huayra - Porsche Cayman - Porsche Carrera GT - Porsche 918 Spyder - SRT Viper Time Attack - SRT Viper GT |

## Rezeption
Die Versionen des Spiels wurden auf allen Plattformen, auf denen es veröffentlicht wurde, überwiegend positiv bewertet.
GamePro lobte etwa den Onlinemodus und bei der Version für Xbox One und PS4 auch die Grafik. Auf den leistungsschwächeren Konsolen Xbox 360 und PlayStation 3 hingegen wurden arg verpixelte Umgebungen, schwächere Texturen und Ruckler bemängelt.
Der Youtuber und Videospielkritiker Timm Litwinczuk (AltF4Games) bewertete das Spiel hingegen größtenteils negativ. Besonders schlecht fiel sein Fazit zur technischen Qualität und zum Gamedesign aus. Wegen des integrierten Onlinemodus bietet das Spiel keine Pause-Funktion, was laut Litwinczuk aber bereits seit den 1980er-Jahren Standard in Videospielen ohne Onlinefunktion sei.